# Думиника, Драгомир Иванович
Драгомир Иванович Думиника (28 июня 1989, Сургут, СССР) — российский футболист, нападающий.

## Биография
Родился в 1989 году в Сургуте. Отец Драгомира родом из Югославии и имеет хорватские корни.
В 14 лет Драгомир уехал в академию московского «Спартака». В 18 подписал свой первый профессиональный контракт с белорусским МТЗ-РИПО, однако сыграл только один матч за дублирующий состав. В дальнейшем выступал за российские любительские клубы «Академия футбола» (Тамбов) и «Спартак» (Россошь).
В 2015 году подписал контракт с литовским клубом «Гранитас». Дебютировал в чемпионате Литвы 1 августа 2015 года в матче с «Атлантасом» (1:1). В своём первом матче отдал голевую передачу и был заменён на 77-й минуте.
В 2017 году в качестве свободного агента вернулся в россошанский «Спартак».

## Вне футбола
Принимал участие в съёмках музыкального клипа «Son Öpüş» азербайджанской группы «Sevil Sevinc».